# Jeremy Clarkson
Jeremy Charles Robert Clarkson (Doncaster, Yorkshire del Sur, 11 de abril de 1960) es un presentador,  automovilista,
agricultor y periodista especializado en automovilismo británico. Es principalmente conocido por haber participado en los programas Top Gear y posteriormente The Grand Tour junto con los copresentadores Richard Hammond y James May. También escribe columnas semanales en The Times. Sus opiniones tienden a crear polémica y controversia.
Desde al año 2018 es el presentador oficial del programa ¿Quién quiere ser millonario? (Who Wants to Be a Millionaire?).

## Primeros años
Clarkson nació en Doncaster. Su padre Edward Grenville Clarkson era vendedor y su madre Shirley Gabrielle Ward era profesora.
Sus padres tenían un negocio en el que vendían cubreteteras. Apuntaron a Jeremy a una escuela privada sin saber si iban a poder pagarla. Cuando Jeremy tenía 13 años hicieron dos muñecos de peluche para sus hijos. Se hicieron populares y comenzaron a venderlos con tanto éxito que ya pudieron pagar la escuela privada Hill House School en Doncaster y más adelante la Repton School.
Jeremy fue expulsado de la Repton School por beber, fumar y por ser alborotador y conflictivo.
Clarkson asistió a la Repton School para formarse como ingeniero junto al ingeniero de Fórmula 1 Adrian Newey.
Clarkson encarnó el papel de Atkinson, un chico de escuela pública en el programa de la BBC Radio Children's Hour, que era una adaptación de las novelas Jennings escritas por Anthony Buckeridge. Jeremy dejó el programa cuando su voz cambió.

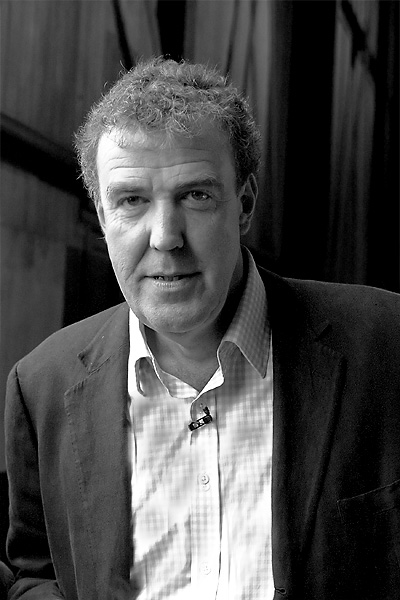
Jeremy Clarkson en 2006

## Vida personal

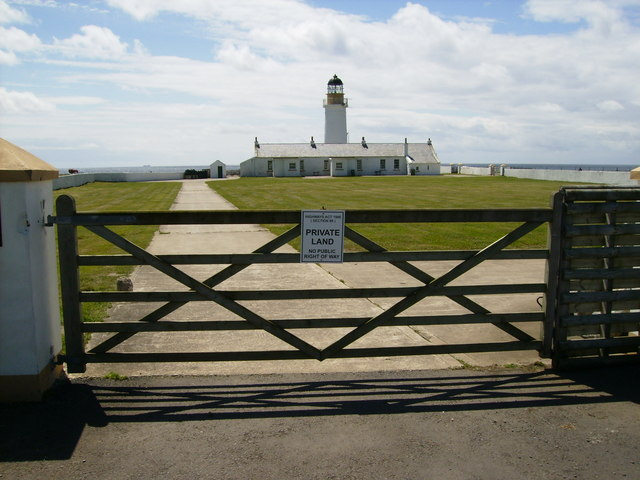
Casa de vacaciones de Clarkson en Langness

En 1989 Clarkson se casó con Alexandra James (ahora Hall), pero a los 6 meses ella le dejó por uno de sus amigos.
En mayo de 1993 se casó en Fulham con su manager, Frances Cain (hija del laureado con la Victoria Cross Robert Henry Cain). La pareja vivió con sus 3 hijos en Chipping Norton, en Cotswolds. Clarkson es miembro de Chipping Norton set.
En las navidades de 2007 Frances Cain le compró como regalo un Mercedes-Benz 600. En abril de 2014 ella pidió el divorcio.

## Trabajo

### Escritor y periodista
El primer trabajo de Clarkson fue como viajante de comercio para el negocio de sus padres vendiendo los juguetes Paddington Bear.
Más adelante trabajó como periodista en el Rotherham Advertiser, el Rochdale Observer, el Wolverhampton Express and Star, el Lincolnshire Life y en los Associated Kent Newspapers.
En 1984 Clarkson fundó junto con Jonathan Gill la Motoring Press Agency (MPA), en la que realizaban pruebas de coches para periódicos locales y revistas de coches. Algunas se publicaron en Performance Car.
Desde 1993 ha escrito para la revista Top Gear desde su lanzamiento.
Escribe columnas regulares en los periódicos The Sun, y el The Sunday Times. Sus columnas en el Times se reproducen en el periódico The Weekend Australian.
También escribe en la sección Wheels del Toronto Star.
Clarkson ha escrito libros de humor sobre coches y otras materias. Muchos de sus libros son recopilaciones de artículos que ha escrito para el The Sunday Times.

### Televisión

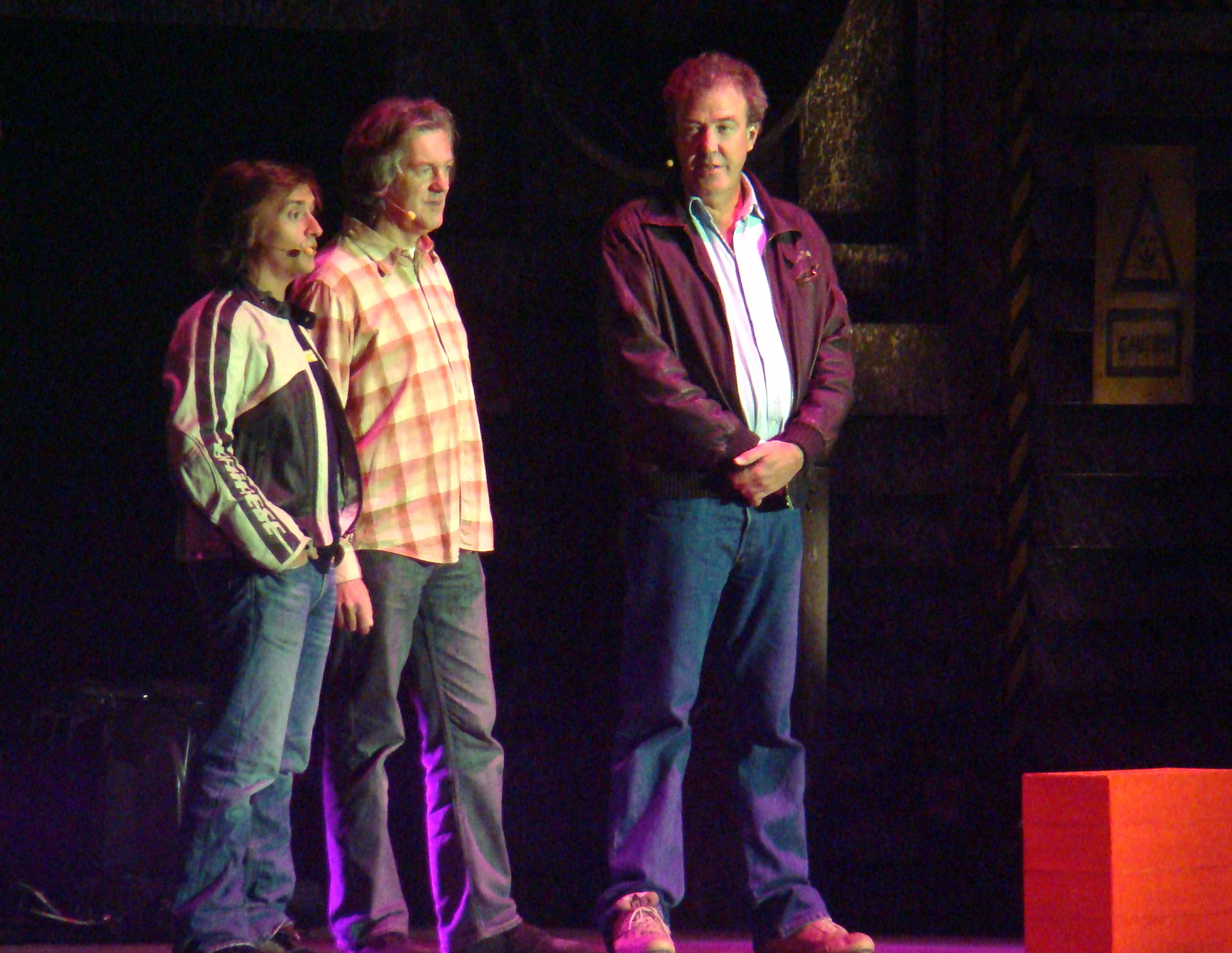
Clarkson con sus compañeros presentadores de Top Gear, Richard Hammond y James May.

Desde el 27 de octubre de 1988 hasta el 3 de febrero de 2000 fue uno de los presentadores del programa Top Gear en la BBC.
Tras un breve tiempo en que no se emitió Top Gear volvió el 20 de octubre de 2002 con un nuevo formato. Jeremy Clarkson, James May y Richard Hammond son los artífices de que Top Gear fuera el programa de televisión más visto en la BBC Two, y se emitía en más de 100 países.
Clarkson presentó la primera serie de Robot Wars en el Reino Unido.
Entre noviembre de 1998 y diciembre de 2000 se emitieron en el Reino Unido 27 episodios de media hora en el que entrevistó a músicos, políticos y personalidades de la televisión.
Clarkson presentó documentales sobre temas no automovilísticos como historia e ingeniería.
También realizó documentales en los que expresaba su visión del mundo como  Jeremy Clarkson's Motorworld, Jeremy Clarkson's Car Years y Jeremy Clarkson Meets the Neighbours.
Las opiniones de Clarkson a veces aparecen en programas de televisión. En 1997 apareció en la comedia Room 101.
También intervino en la comedia de situación Last of the Summer Wine, el programa de noche Parkinson y Friday Night with Jonathan Ross.
En 2003 su persona se trasladó a la serie Grumpy Old Men, en la que hombres maduros hablan sobre cosas de la vida moderna que les irritan.
Desde octubre de 2002 es uno de los presentadores del programa Have I Got News for You.
Desde 2000 apareció dos veces en el programa de asuntos políticos de actualidad Question Time.
En 2007 ganó el premio de especial reconocimiento de los National Television Awards.
En 2007 Clarkson y James May fueron las primeras personas en alcanzar el Polo Norte Magnético en un coche tal como se vio en el episodio Top Gear: Polar Special.
En 2008 Clarkson sufrió heridas en las piernas, espalda y mano en una colisión intencionada contra un muro mientras grababa la serie 12 de Top Gear.
En 2015 el programa Top Gear se vendía a 214 países con una audiencia potencial de 350 millones de espectadores y con unos beneficios de 50 millones de libras esterlinas al año.

### Remuneración
En 2007 se supo había ganado 1 millón de libras esterlinas al año por su trabajo de presentador de Top Gear y otros 1,7 millones de libras esterlinas por sus libros, DVD y columnas de periódico.
En 2014 recibió 4,8 millones de libras esterlinas como dividendo y otros 8,4 millones de libras esterlinas en acciones de la BBC Worldwide, lo que le supuso un ingreso anual de más de 14 millones de libras esterlinas.

### Who Wants to Be a Millionaire?
La cadena ITV después de varios años decidió dar por finalizado el programa ¿Quién quiere ser millonario? conducido por Chris Tarrant, quien presentó su episodio final el 11 de febrero de 2014, después de lo cual se suspendió el programa. 
Una serie revivida de siete episodios para conmemorar su vigésimo aniversario se emitió del 5 al 11 de mayo de 2018, presentado por Jeremy Clarkson. El renacimiento recibió críticas en su mayoría positivas de críticos y fanáticos, así como altas cifras de audiencia, lo que llevó a ITV a renovar el programa para varias series más teniendo a Clarkson como su nuevo presentador.

## Opiniones e influencia

### Política
Clarkson está a favor de la libertad personal y en contra de las regulaciones del gobierno de tal forma que el gobierno debería instalar bancos en los parques y nada más; Debería dejarnos tranquilos.
Tiene un odio particular contra el Health and Safety Executive. Con frecuencia ha criticado a los gobiernos del Partido Laborista presididos por Tony Blair y Gordon Brown, especialmente en la cultura de las prohibiciones como las del tabaco y de la caza del zorro. En abril de 2013 Clarkson fue uno de los 2000 invitados al funeral de primera ministra conservadora Margaret Thatcher.
Los comentarios de Clarkson tienen un gran número de seguidores y detractores. En la serie de 5 episodios Jeremy Clarkson: Meets the Neighbours viajó por Europa en un Jaguar E-Type, examinando y en algunos casos reafirmándose en sus estereotipos de otros países.
Como periodista del motor muchas veces ha sido crítico con iniciativas del gobierno como la tasa de congestión de Londres (London congestion charge) y el impuesto de circulación.
Frecuentemente desprecia y desdeña a los caravanistas y ciclistas. Ha ridiculizado al anterior ministro de transporte John Prescott y a Stephen Joseph del grupo de presión Transport 2000.

### Medio ambiente
Es contrario al movimiento verde y tiene poco respeto por grupos como Greenpeace.

‘"eco-mentalists" are a by-product of the "old trade unionists and CND lesbians" who had found a more relevant cause‘
‘Los ecomentalistas son un subproducto de los viejos sindicalistas y de lesbianas que luchaban por el desarme nuclear que han encontrado una causa por la que luchar.’

En cuanto a los aerogeneradores dijo que en el futuro serán descritos como

‘a reminder of the time when mankind temporarily took leave of its senses and decided wind, waves and lashings of tofu could somehow generate enough electricity for the whole planet.‘
‘un recuerdo del tiempo en el que la humanidad se olvidó de la sensatez temporalmente y decidió que el viento, las olas y toneladas de tofu podrían generar suficiente electricidad para todo el planeta.’

La opinión de Clarkson sobre el calentamiento global es que unas temperaturas más altas no son necesariamente negativas y que la producción de dióxido de carbono antropogénica tiene un efecto inapreciable en el clima global, pero se da cuenta de las consecuencias potencialmente negativas del calentamiento global diciendo:

‘let's just stop and think for a moment what the consequences might be. Switzerland loses its skiing resorts? The beach in Miami is washed away? Carolina del Norte gets knocked over by a hurricane? Anything bothering you yet?‘
‘Parémonos a pensar un momento las consecuencias potenciales. ¿Suiza pierde sus estaciones de esquí? ¿Desaparece la playa en Miami? ¿Un huracán azota Carolina del Norte? ¿Te afecta algo a ti?’

En un intento de demostrar que era exagerado el escándalo por el robo de datos de 25 millones de residentes en el Reino Unido relativos a las ayudas a los niños en el Reino Unido, publicó su número de cuenta corriente e instrucciones para encontrar su dirección en el diario The Sun, suponiendo que nadie sería capaz de sacar dinero de su cuenta. Más tarde descubrió que alguien había dado una orden de transferencia de 500 libras esterlinas a favor de Diabetes UK.
Clarkson apoyó el coche de hidrógeno.

### Sobre sí mismo
Clarkson reconoció en una entrevista con Alastair Campbell que su personaje público no tiene siempre las mismas opiniones que su persona.

‘I don't believe what I write, any more than you (Alastair Campbell) believe what you say‘
‘No creo en lo que escribo más de lo que tú (Alastair Campbell) crees en lo que dices.’

Clarkson ha sido definido por The Economist como un hábil propagandista para el lobby del motor.
Clarkson se crece con la notoriedad que le traen sus comentarios públicos. Ha llegado al nivel de bestia negra de varios grupos que no comparten sus puntos de vista. En el Channel 4 se organizó una encuesta sobre los 100 británicos que nos gusta odiar (100 Worst Britons We Love to Hate) y Clarkson salió en el lugar 66.
En 2005 Clarkson era percibido por la prensa como una persona que había enfadado a mucha gente. The Independent lo juzgó por varios crímenes declarándole culpable en muchos casos.

### Medios de comunicación
Los comentarios derogatorios hacia los residentes de Norfolk llevaron a algunos a crear el club We hate Jeremy Clarkson.
En 2007 el periódico The Guardian's publicó la lista 'Media 100', sobre las personas más poderosas en los medios de comunicación según su influencia cultural, economómica o política en el Reino Unido. Clarkson alcanzó el puesto 74.
Algunos críticos atribuyen a las opiniones de Clarkson bastante influencia en el cierre de Rover y de la planta de Vauxhall en Luton.
Los comentarios de Clarkson sobre Rover llevaron a los trabajadores de la planta de Longbridge de Rover a colgar una pancarta que decía Anti-Clarkson Campaign en los días previos a su cierre.
Con frecuencia la BBC quita importancia a sus comentarios como cuando Clarkson dijo que los empleados del puesto de Hyundai habían comido perro o llamó nazis a los alemanes, una portavoz de la BBC dijo:

‘Jeremy's colourful comments are always entertaining, but they are his own comments and not those of the BBC. More often than not they are said with a twinkle in his eye.‘
‘Los comentarios extravagantes de Jeremy son siempre entretenidos, pero son sus comentarios y no los de la BBC. La mayoría los dice con un guiño.’

En su programa Clarkson enfadó a los galeses porque puso un mapa de plástico en relieve dentro de un horno microondas y lo encendió. Luego se defendió diciendo:

‘I put Wales in there because Scotland wouldn't fit‘
‘Puse a Gales dentro porque Escocia no cabía.’

### Reconocimiento
En 2005 Clarkson recibió un doctorado en ingeniería honorario por la Oxford Brookes University. Hubo una petición de 3000 firmas en contra de la concesión.
Sus puntos de vista medioambientales provocaron una pequeña manifestación en la ceremonia de entrega del doctorado y la manifestante Rebecca Lush le lanzó a la cara una tarta de merengue de banana. Clarkson se tomó el incidente con humor y se refirió a Lush como Banana girl.
En respuesta a su influencia sobre los fabricantes de coches dijo que él no tenía ninguna influencia:

‘When I said that the Ford Orion was the worst car ever it went on to become a best-selling car.‘
‘Cuando dije que el Ford Orión era el peor coche de la historia llegó a ser uno de los más vendidos.’

En la lista de 2011 de la revista Motor Trend que analiza las personas más influyentes en la industria automovilística aparece en el puesto 49.

## Vehículos que ha tenido en propiedad

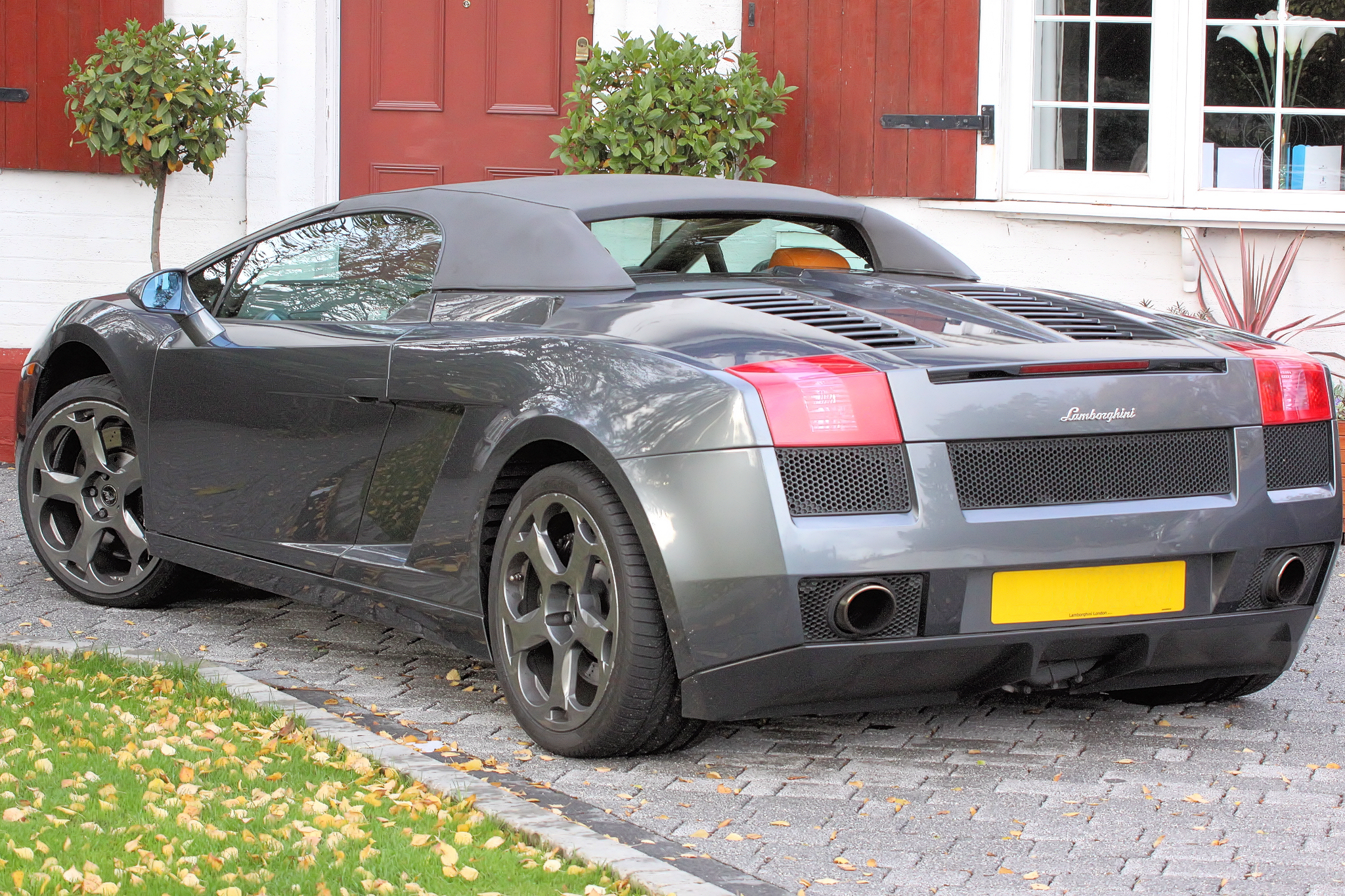
Lamborghini Gallardo Spyder que perteneció a Clarkson

Clarkson ha tenido en propiedad:
- Volvo XC90[39]
- Range Rover TDV8 Vogue SE[40]
- Lotus Elise 111S[41]
- Mercedes-Benz 600 Grosser[42]
- Mercedes-Benz SLK55 AMG[43]
- Mercedes CLK63 AMG Black[44]
- Mercedes-Benz SLS AMG Roadster[44]
- BMW M3 CSL[44]
- Honda CR-X[44]
- Ferrari F355[44]
- Ford GT
- Aston Martin Virage[44]
- Lamborghini Gallardo[44]
- Volkswagen Scirocco 1[45]
- Volkswagen Scirocco 2[45]
- Ford Escort RS Cosworth[46]
- Alfa Romeo GTV

## Controversias
En marzo de 2004 en la entrega de los premios British Press Awards, insultó y le pegó a Piers Morgan antes de ser separado por los vigilantes de seguridad. A Morgan le quedó una cicatriz sobre la ceja izquierda.
Tesla Motors demandó por falsedad maliciosa y libelo al programa de coches de la BBC Top Gear en relación con el episodio de 2008 en el que Jeremy Clarkson se quejaba de una autonomía de sólo 55 millas (89 km) del Tesla Roadster antes de mostrar cómo empujaban el coche hacia el garaje supuestamente por agotamiento de las baterías. Tesla Motors afirmó que ninguno de los dos Tesla Roadster usados bajó de un 20 % en la capacidad de la batería durante las pruebas de Top Gear, y que la escena fue guionizada de antemano.
Clarkson también afirmó que había sufrido un fallo de frenos cuando era un fusible fundido según Tesla, y que un recalentamiento del motor eléctrico lo hizo pararse cuando no hubo tal calentamiento según Tesla.
El 19 de octubre de 2011 la High Court de Londres rechazó la demanda de libelo argumentando que Top Gear era un programa de entretenimiento.
En febrero de 2011 la BBC pidió disculpas a México después de que Clarkson y sus copresentadores caracterizaran a los mexicanos como «perezosos» e «inútiles».
En enero de 2012 la diplomacia india se quejó por un programa especial de 90 minutos en el que colocaron un retrete en el maletero de un coche que Clarkson describió como perfecto para la India porque «todo el que viene aquí coge una diarrea».
En mayo de 2014 la BBC le dio un aviso final de despido después de que usara palabras racistas durante la grabación de un programa en Birmania.
En 2014 los presentadores y el equipo de Top Gear abandonaron Argentina después de un incidente ya que llevaban un vehículo con la matrícula H982 FKL, que sugería la guerra de las Malvinas de 1982 (Falklands 1982).
En mayo de 2014 una filtración de la grabación del programa Top Gear al Daily Mirror presentaba a Jeremy Clarkson diciendo la palabra racista «nigger» mientras recitaba una rima infantil. El incidente no fue emitido.
En marzo de 2015 Jeremy Clarkson fue suspendido tras agredir a uno de los productores de Top Gear en relación con la comida servida en el cáterin durante la grabación de uno de los episodios. La BBC suspendió la emisión de los 3 últimos episodios de la serie. El 25 de marzo de 2015 la BBC hizo pública su decisión de no renovarle el contrato.

El director general de la BBC Tony Hall dijo:

‘What we know is that the producer Oisin Tymon was indeed attacked by Jeremy Clarkson and he was then subjected to sustained to verbal abuse of the sort that no one should have to endure. Physical violence accompanied by prolonged verbal abuse has, in my view, crossed a line and that's why with regret I have decided we will not be renewing Jeremy's contract‘
«Lo que sabemos es que el productor Oisin Tymon fue atacado por Jeremy Clarkson y después sometido a un abuso verbal que nadie debería soportar. La violencia física acompañada de abuso verbal prolongado ha pasado de la raya y es por eso por lo que con dolor he decidido que no habrá una renovación del contrato de Jeremy.»